# Hundertdruck
Als Hundertdrucke werden verschiedene Reihen auf jeweils 100 Exemplare limitierter Verlagswerke bezeichnet. Urheber des Begriffs ist der Verleger Hans von Weber, der unter dem Namen Hundertdrucke oder Drucke für die Hundert ab 1909 eine Reihe von bibliophilen Büchern auflegte.

## Münchner Hundertdrucke

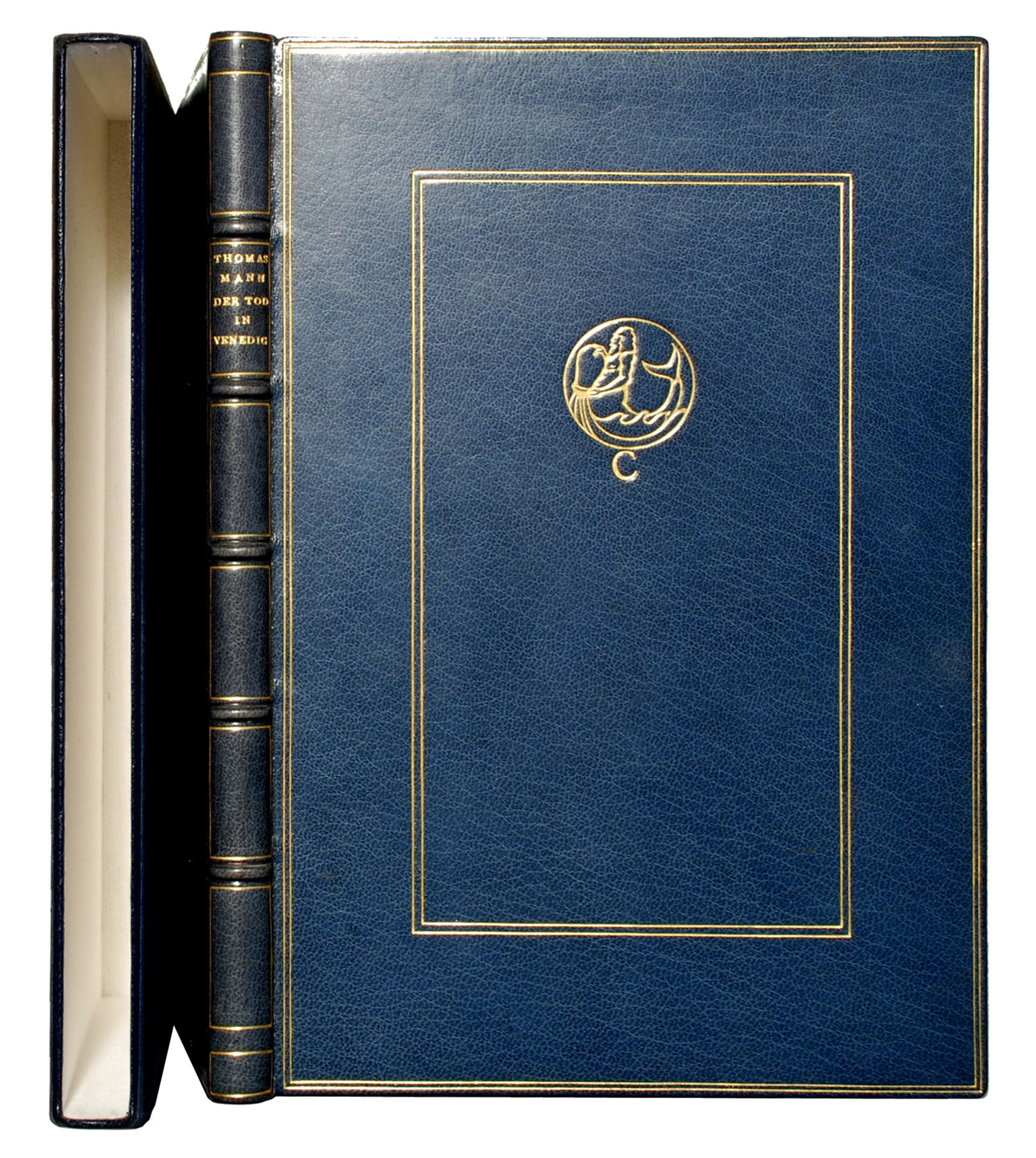
Der Tod in Venedig als 13. Hundertdruck, 1912, gebunden in blauem Maroquin-Leder

Hans von Weber gab seine Hundertdrucke zunächst in seinem Münchner Hyperion-Verlag sowie – nach dessen Verkauf im Frühjahr 1914 – im Verlag Hans von Weber München heraus. Die Reihenwerke erschienen in limitierten Auflagen von meist etwa 650 Exemplaren, von denen eine Vorzugsausgabe in besonders hochwertiger Ausstattung und auf besserem Papier den Subskribenten der Vereinigung Die Hundert vorbehalten war. Vor den Hyperiondrucken (ab 1913: Dreiangeldrucke) und den ebenfalls ab 1913 gemeinsam mit S. Fischer herausgegebenen Hundertfünfzigdrucken stellten die Hundertdrucke die renommierteste Reihe des Verlags dar. Neben einer vorbildlichen Satzanordnung zeichnete sie sich durch den Einsatz historischer Lettern aus den Beständen traditionsreicher Druckereien wie Joh. Enschedé en Zonen in Haarlem sowie in den Vorzugsausgaben durch besonders erlesene Handeinbände berühmter Einbandkünstler der Zeit wie Carl Sonntag jun. und anderer aus. Auch der Druck wurde von bedeutenden Druckereien wie Otto von Holten in Berlin oder W. Drugulin in Leipzig besorgt. Im Gegensatz zu den übrigen bibliophilen Reihenwerken des Verlags waren die Hundertdrucke bis auf wenige Ausnahmen nicht illustriert, sondern sollten durch schlichte, gediegene Ausstattung, eine vorbildliche Satzanordnung sowie eine stilistisch zum Text passende Typographie überzeugen.
Der Themenschwerpunkt der Münchner Hundertdrucke lag zunächst auf Klassikern der europäischen und insbesondere der deutschen Literatur, von Dante über Hans Sachs bis zu Goethe und Novalis. Durch seine guten persönlichen Kontakte zur damaligen literarischen Avantgarde gelang es Hans von Weber allerdings auch, bedeutende moderne Autoren für seinen Verlag zu gewinnen. So erschien beispielsweise die Erstausgabe von Thomas Manns Roman Der Tod in Venedig im Jahr 1912 als 13. Hundertdruck. Weitere zeitgenössische Autoren der Reihe waren Richard Dehmel, Hans Carossa und Wilhelm Matthießen. Kunsthistorisch sind die Münchner Hundertdrucke im Kontext der Buchkunstbewegung zu verstehen und zählen heute zu den stärker nachgefragten Reihen der Epoche. Nach dem Tod Hans von Webers am 22. April 1924 wurde die Reihe noch bis 1927 mit den Hundertdrucken Nr. 40–44 von seinem Sohn Wolfgang fortgeführt.

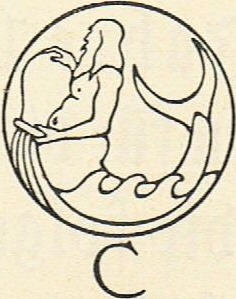
Hundertdruck-Vignette von Walter Tiemann

## Duisburger Hundertdrucke
Ebenfalls unter dem Namen Hundertdrucke erschien ab 1965 eine Reihe von 20 Titeln Duisburger Kleinverlag Guido Hildebrandt. Die Reihe griff den Gedanken einer exklusiven limitierten Edition wieder auf und brachte bedeutende Leistungen der zeitgenössischen Poesie und bildenden Kunst. Neben sämtlichen Künstlern der Gruppe ZERO, Günther Uecker, Otto Piene und Heinz Mack, gewann Hildebrandt auch Vertreter des Informel wie Emil Schumacher und Rupprecht Geiger sowie Blinky Palermo und Jochem Poensgen für die Reihe. Satz und Druck besorgte Klaus Ulrich Düsselberg, die Originalgrafiken wurden unter anderem bei A. W. Schulgen und bei Kätelhön auf der Handpresse abgezogen.

## Chemnitzer Hundertdrucke
In Anlehnung an die Hundertdrucke des Hyperionverlages und als Reminiszenz an die erste gedruckte Ausgabe des 1922 entstandenen Hermann-Hesse-Textes Piktors Verwandlungen durch die Chemnitzer Bücherfreunde im Jahr 1925 erschien 1997 Hesses Liebesmärchen in Privatverlag in Leipzig. Ein zweiter und dritter Hundertdruck wurden angekündigt, sind jedoch nicht erschienen.